# Onychognathus blythii
Onychognathus blythii é uma espécie de passeriforme da família Sturnidae.
Pode ser encontrada nos seguintes países: Djibouti, Eritreia, Etiópia, Somália e Iémen.